# Маяк Литл-Ред
Маяк Литл-Ред (англ. Little Red Lighthouse), также известный как маяк Джеффрис-Хук (англ. Jeffrey's Hook Light) — маяк, расположенный на левом берегу реки Гудзон под мостом Джорджа Вашингтона, в черте города Нью-Йорк, Манхэттен, штат Нью-Йорк, США. Построен в 1889 году. Деактивирован в 1947 году. Автоматизирован и отреставрирован в 2002 году.

## История
Река Гудзон была важной транспортной артерией ещё до прибытия европейских поселенцев в Новый Свет. В нижнем течении реки есть опасный выступ, называемый «крюк Джеффри» (англ. Jeffrey's Hook), который был причиной многих кораблекрушений. 1 ноября 1889 года на этом выступе был установлен фонарь, но кораблекрушения продолжали периодически случаться. Полноценный маяк на этом месте был установлен только в 1921 году. Он представлял собой чугунную башню высотой 12 метров, ранее служившую маяком на острове Санди-Хук. Строительство моста Джорджа Вашингтона непосредственно над маяком началось в 1927 году. Когда мост Джорджа Вашингтона был закончен в 1931 году, маяк посчитали избыточным из-за того, что на мосту также находились навигационные огни. Береговая охрана США вывела его из эксплуатации в 1947 году. Планировалось продать маяк на аукционе, однако это намерение властей вызвало общественный резонанс. От планов по продаже отказались, и маяк был передан Департаменту парков и зон отдыха Нью-Йорка. В настоящее время маленький красный маяк является знаковым элементом истории Нью-Йорка, а также излюбленным местом для велосипедных прогулок. 
В 1979 году он был включен в Национальный реестр исторических мест.

## В произведениях культуры и искусства

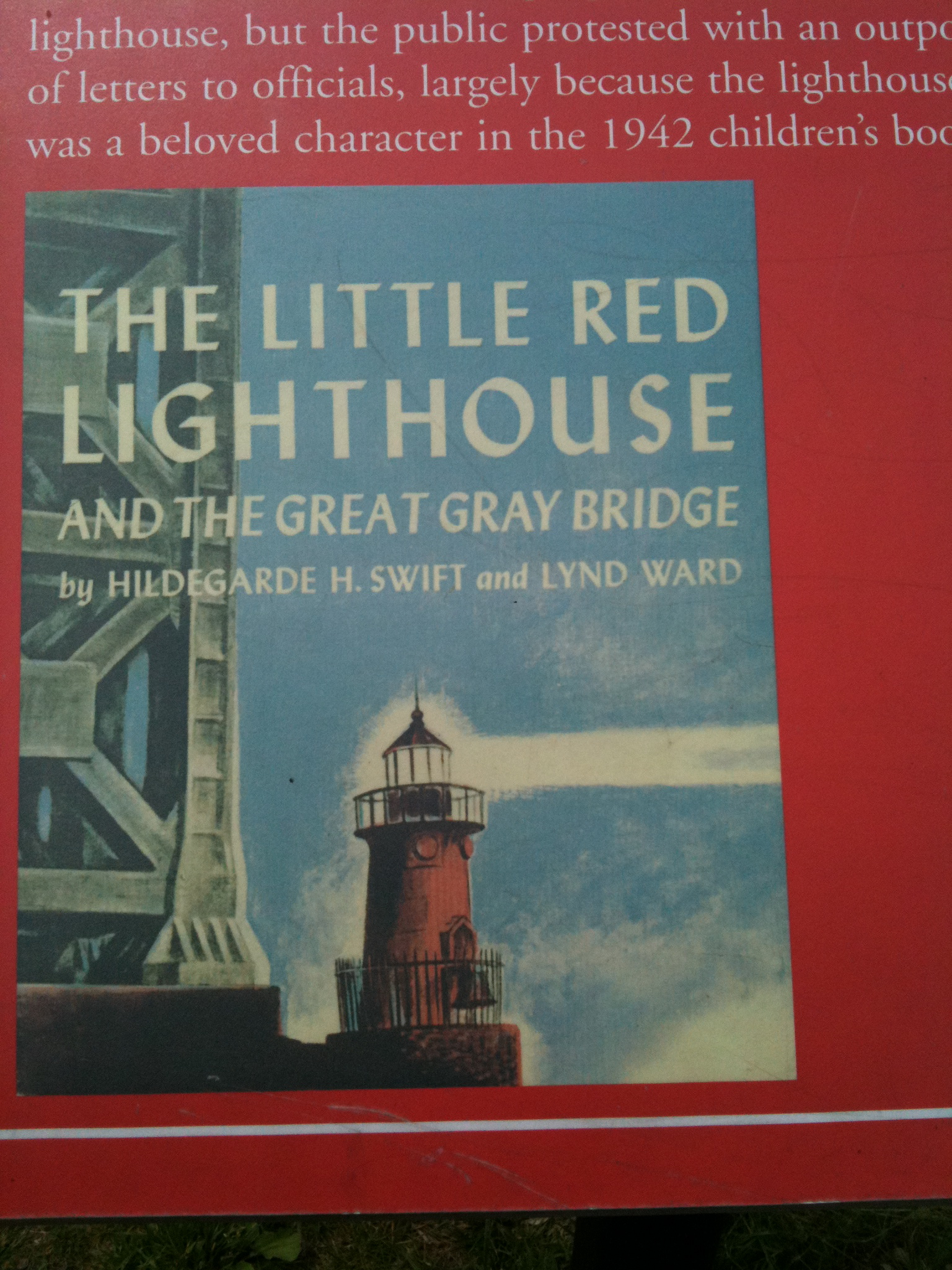
Обложка книги «Маленький красный маяк и Большой Серый мост»

Маяк фигурирует в книге детской писательницы, изданной в 1942 году, «Маленький красный маяк и Большой серый мост» Хильдегарды Свифт. Иллюстрации в книге сделаны Линдом Уордом. Книга стала причиной общественного внимания к его судьбе. Общественный резонанс вызвал бурю негодования, люди наводнили офисы городских чиновников письмами и даже присылали деньги, стремясь спасти культовый маяк благодаря книге, которая к тому времени стала любимой у нескольких поколений читателей. В 2000 году маяк вновь стал красным, соответственно своему историческому цвету, описанному в книге, которая также была переиздана в 2003 году.